# Montreuil-sur-Blaise
Montreuil-sur-Blaise – miejscowość i gmina we Francji, w regionie Grand Est, w departamencie Górna Marna.
Według danych na rok 1990 gminę zamieszkiwało 129 osób, a gęstość zaludnienia wynosiła 95 osób/km².